# Atai
Atai (? -1583) (chinês:  阿台; pinyin: Ā tái), era filho de Wang Gao. Alguns estudiosos acreditam que Atai é o avô do fundador da dinastia Qing, Nurhachi, mas alguns estudiosos não concordam com isso. Gerações posteriores geralmente acreditavam que Atai era seu tio ou primo.

## Vida
Depois que Wang Gao foi morto, Atai vingou seu pai e fugiu de volta para Gulezhai a fim de fazer um retorno. Em fevereiro do décimo primeiro ano do governo Wanli (1583), Li Chengliang, o soldado-chefe de Liaodong, supervisionou o exército para atacar Gulezhai com o pretexto de que "Se Atai não for capturado, será um desastre". Para agradar a Li Chengliang, Nikan Wailan, o senhor da cidade de Tulun, atraiu o exército da dinastia Ming para Gulezhai.

Como a esposa de Atai era filha do filho mais velho de Giocangga, Li Dun (o primo de Nurhachi), Jue Changan quer resgatar sua neta. Portanto, Giocangga e seu filho Taksi (o pai de Nurhachi) entraram na aldeia. Nesse momento, Nikan Wailan gritou bem alto: "Já que os grandes soldados da dinastia celestial chegaram, não há razão para explicar sua classe! Você também pode matar Atai e se submeter. O taishi tem uma ordem. Se você matar Atai, você será o governador da cidade!" Logo Atai foi morto por seus subordinados e, desde então, todos os descendentes de Wang Gao foram mortos.